# Quem quaeritis?

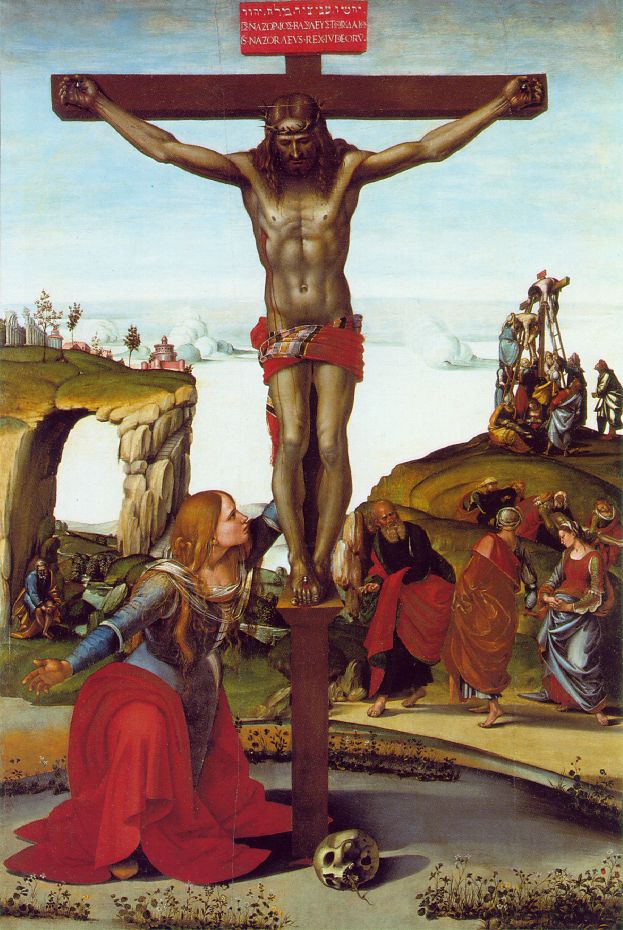
Cristo crucificado con María Magdalena

Quem quaeritis? (palabras latinas que corresponden al español ¿A quién buscáis?) hace referencia a cuatro frases de la liturgia medieval de la Pascua que proporcionaron el núcleo del más antiguo drama litúrgico europeo conocido, llamado simplemente Quem quaeritis? o también Visitatio sepulchri. Fue introducido en la liturgia en el siglo X, como un nuevo tipo de ceremonia litúrgica. Su texto era:

Interrogatio: Quem quaeritis in sepulchro, o Christicolae?
Responsio: Jesum Nazarenum crucifixum, o caelicolae.
Angeli: Non est hic; surrexit, sicut praedixerat. Ite, nuntiate quia surrexit de sepulchro

cuya traducción al castellano sería

Pregunta: ¿A quién buscáis en el sepulcro, oh cristianos?
Respuesta: A Jesús Nazareno crucificado, oh celícolas.
Ángeles: No está aquí; ha resucitado, como predijo. Id y anunciad que se ha levantado del sepulcro.

Estas líneas iban seguidas de un coro de Aleluyas.
El Quem quaeritis? era un intercambio de una pregunta, una respuesta y un mandato entre los ángeles de la tumba de Cristo y las llamadas Tres Marías: María, la madre de Jesús; María Magdalena y María, la hermana de Lázaro. La expresión Quem quaeritis? no se encuentra literalmente en los Evangelios canónicos. La más aproximada es la formulación del Evangelio de Lucas, 24, donde está implícita: «¿Por qué buscáis entre los muertos al que vive? Él no está aquí, sino que se ha levantado». Sí se encuentra, sin embargo, en uno de los Evangelios apócrifos, el de Pedro:

Y, habiendo llegado al sepulcro, lo encontraron abierto. Y aproximándose, y bajándose a mirar, vieron, sentado en medio del sepulcro, un mancebo hermoso y vestido con una ropa muy brillante, que les dijo: «¿Por qué habéis venido? ¿A quién buscáis? ¿Al crucificado? Resucitó, y se fue. Y, si no lo creéis, mirad, y ved que no está ya en el lugar en que se lo puso. Porque se ha levantado de entre los muertos, y se ha ido a la mansión de donde se lo había enviado». Entonces las mujeres, espantadas, huyeron.

En los evangelios canónicos son María Magdalena, Juana, María de Cleofás, madre de Santiago, y otras mujeres las que están asociadas a este suceso.
Aunque corto, este fragmento de texto dio más tarde lugar a un gran cuerpo de textos dramáticos medievales, y evolucionó en distintos géneros, como el drama litúrgico y los mistery plays ingleses.